# نفط السودان

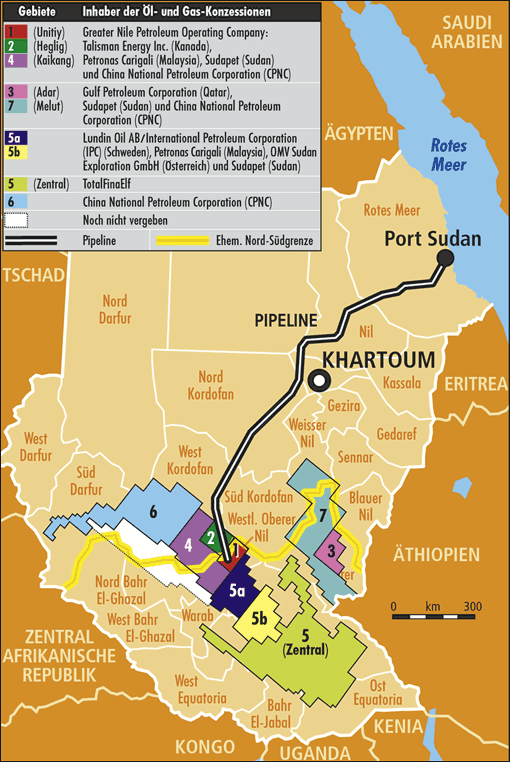
مناطق امتيازات التنقيب عن النفط

بدأت عمليات التنقيب عن النفط في السودان فعليًا بعد توقيع اتفاقية مع شركة شيفرون الأمريكية عام 1975 م، وبناءً على النتائج الجيدة لأعمال التنقيب في أواسط السودان تم التوقيع على اتفاقية أخرى ثنائية مع شركة شيفرون نفسها عام 1979 م. أعقبها إبرام اتفاقيات مع شركتي توتال الفرنسية، وشركة صن أويل الأمريكية عامي 1981 و1982 م، وبعد إجراء المسوحات الجيولوجية والجيوفيزيائية في مناطق مختلفة من البلاد الفترة تم حفر 95 بئرا استكشافية منها 46 بئر منتجة مثل حقول سواكن، أبو جابرة، شارف، الوحدة، طلح، هجليج الأكبر، عدارييل وحقل كايكانق، و 49 بئر جافة، غير أن هذه الاستكشافات لم يتبعها أي نشاط إنتاجي.
وقعت الحكومة السودانية خلال الفترة من عام 1989 و1999 م، اتفاقيات مع شركات نفطية مختلفة شملت الشركتين الكنديتين IPC و SPC عامي 1991 م، و 1993 م، وشركة الخليج GPL عام 1995م، والشركة الوطنية الصينية للبترول CNPC عام 1995 م، وشركة الكونستريوم في فبراير/ شباط عام 1997 م، وتكونت شركة النيل الكبرى لعمليات البترول GNPOC في 1997 م. ونتج من هذه المحصلة تشكيل عدد من شركات التنقيب في مناطق مختلفة من البلاد.

## الإنتاج الفعلي للنفط
بدأ الإنتاج النفطي في السودان في حقول أبو جابرة وشارف، ثم لحق بذلك الإنتاج من حقول عدارييل وهجليج. وكان مجمل إنتاج النفط في السودان حتى يوليو/ تموز 1998 م في حدود الثلاثة ملايين برميل بواقع 471629 برميل من حقلي أبوجابرة وشارف و196347 من حقل عدارييل و 2517705 برميل من حقل هجليج. ووصل حجم الإنتاج الفعلي بنهاية يونيو / حزيران 1999 إلى 150 الف برميل من حقلي هجليج والوحدة. وتتوقع الحكومة ارتفاعاً في الإنتاج من حقول جديدة تكتشف في المربعات الممنوحة للشركات المختلفة مما سيزيد من احتياطي النفط السوداني. ويبلغ الإنتاج الفعلي الآن حوالي 600 ألف برميل يومياً. تعود هذه البيانات إلى فترة ما قبل أنفصال جنوب السودان الذي أصبح دولة قائمة بذاتها، مع العلم بأن 85% من إنتاج النفط السوداني في السابق كان يأتي من الجنوب.
وقد تراجع نصيب السودان من الإنتاج النفطي بعد انفصال الجنوب إلى 120 الف برميل يومياً نصيب الدولة منها 55 الف برميل يومياً. ومن المتوقع أن يرتفع الإنتاج بعد تشغيل الحقول التي كانت معطلة بسبب التوترات في المنطقة وزيادة الاستثمار في التنقيب إلى 180 الف برميل بنهاية عام2012 م، وإلى 320 الف برميل يومياً في عام 2030 م،
ويبلغ احتياطي السودان من النفط المؤكد 6.8 مليار برميل (2010) م، وهو بهذا يحتل الرقم 20 في العالم، بينما يبلغ احتياطيه المؤكد من الغاز الطبيعي (2010) مليار متر مكعب.

## خصائص النفط السوداني
تختلف خصائص النفط الخام السوداني باختلاف حقول إنتاجه، ولكن بصفه عامة يمكن تلخيص أهم سماته فيما يلي:-
- الخام السوداني متوسط الكثافة ويقارب الخامات الخفيفة.
- ويقع تحت تصنيف الخامات البرافينية الشمع الذي هو مكون طبيعي من مكونات النفط الكيميائية، أي أنه أعلى نسبيا من المكونات الأخرى. وهي مادة جيدة الاحتراق وعالية الإنتاج في ظروف تكرير معقدة. وتتمثل نقاط ضعف المواد البرافينية في خصائص الانسكاب والنقل فقط.
- ويتميز النفط الخام السوداني بقلة نسبة المواد الكبريتية، وهو من أفضل الخامات في منطقة الشرق الأوسط فيما يتعلق بهذه الخاصية نسبة لقلة آثار الكبريت الجانبية الضارة بالبيئة والمحركات. كما يتميز البترول السوداني بوجود مواصفات مشتق الديزل لارتفاع الرقم الستيني الذي يزيد من كفاءة الاحتراق.
- يبلغ طول خط انابيب الصادر انطلاقاً من حقول الإنتاج في هجليج ومروراً بـ مصفاتي الخرطوم والأبيض وحتي ميناء بشائر على البحر الأحمر جنوب مدينة بورتسودان 1610 كيلو متر. وبلغت سعة الخط 150 الف برميل في المرحلة الأولى لتصل إلى 250 الف برميل يوميا عام 2000 م. أما تكلفة المشروع فقد بلغت أكثر من مليار دولار وقامت بتنفيذه عدة شركات أجنبية متخصصة، تعمل جميعها تحت إشراف شركة النيل الكبرى لعمليات البترول " GNPOC".وتم الانتهاء من تركيب الخط وافتتاحه في 30 يونيو / حزيران 1999 م، ويعمل الآن بشكل جيد.

## مصفاة الخرطوم للبترول
- الموقع:- تقع شمال العاصمة الخرطوم بمسافة 70 كيلومتر على الجانب الشرقي لطريق التحدي، عطبرة-الخرطوم. وتبعد عن نهر النيل بحوالي 12,5 كيلو متر، ويمر غربها خط أنابيب الصادر الخام الذي يبعد عنها بحوالي 500 متر فقط.
- المساحة:- تبلغ مساحة المصفاة حوالي نصف كيلومتر مربع، وتم حجز 8 كيلو متر مربع للمصفاة وامتداداتها، كما تم حجز مساحة مماثلة لاستخدامات شركات التسويق والمشروعات المرتبطة بالمصفاة.
- الشركات المساهمة:- مصفاة الخرطوم عبارة عن شراكة بين جمهورية السودان ممثلة في وزارة الطاقة والتعدين " شركة سودابت"، والشركة الوطنية الصينية للبترول GNPC، حيث يمتلك كلٌ من الشريكين نسبة 50 % من المشروع، بتعاقد لفترة زمنية معينة وبتكلفة عامة 640 مليون دولار.

ومن المتوقع ان تزيد هذه الكمية. من الإنتاج المحلي الإجمالي في حالة وجود المعدات لوجود كوادر بشرية مؤهله حتى في السودان